# 광기 전쟁
광기 전쟁(프랑스어: la Guerre folle)은 프랑스 군주와 봉건 영주들 사이에 벌어진 중세 후기의 분쟁이다. 루이 11세 사후와 샤를 8세의 집권 시기 이전인 안 드 프랑스의 섭정 기간에 벌어졌다. 이 전쟁은 1485년에 시작되어 1488년에 종전됐다.
반란에 동참한 대귀족에는 왕의 친척인 루이 2세 도를레앙(미래의 루이 12세), 프랑수아 2세 드 브르타뉴, 르네 2세 드 로렌, 알랭 달브레, 장 4세 드 샬롱아를레, 샤를 도를레앙이 있었다. 그외에 반란을 지지했던 귀족에는 코민 백작인 필리프 드 코민, 기옌 총독인 오데 데디가 있었다.
프랑스 왕실의 권위에 맞선 이 반란은 프랑스 군주의 외국의 적들인 잉글랜드, 스페인, 오스트리아의 지원을 받았다. 이 전쟁에 대한 주요 결과로는 브르타뉴가 프랑스 왕국으로 흡수되었다는 것이였다.

## 명칭과 중요도
왕실 중심 권력에 대항한 주요 봉건 영주들의 투쟁을 지칭하는 비꼬는 표현인 "광기 전쟁"은 1581년에 발행된 폴 에밀(Paul Emile)의 저서 Histoire des faicts, gestes et conquestes des roys de France에서 만들어졌다.
이 사건이 단일 전쟁으로 정의 될 수있는 범위에 관한 약간의 분쟁이 존재한다. 공익 동맹의 창단은 15세기 후반 왕실과 왕국의 대영주들간의 갈등을 이어졌다. 이 분쟁의 일부로서, 1484-1485년에 브르타뉴 공작 프랑수아 2세와 특정 영주들의 지지를 받은 오를레앙 공작 루이 2세가 안 드 프랑스의 섭정 활동을 폐위시키는 시도를 벌였다. 대부분의 외교와 무력의 조합을 통해, 안 드 프랑스는 커다란 전투 없이 반란을 진압하는데 성공했다. 1485년 11월 2일, 부르주 조약으로 교전이 연기되었다.
일부 역사가들에 따르면, 이 조약이 1차 광기 전쟁을 끝냈다라고도 하며, 1486년 6월부터 1488년 11월까지의 2차 분쟁 시기를 브르타뉴 전쟁이라고도 부른다. 주로 브르타뉴 민족주의자들인 일부 해설가들은 1차부터 2차 시기까지의 분쟁을 브르타뉴-프랑스 전쟁이라고 하거나 이전의 브르타뉴 계승 전쟁과 연결시켜 심지어는 브르타뉴 독립 전쟁이라고도 정의내린다.

## 발전

광기 전쟁 바로 이전 시기인 1477년의 왕실 영지, 공작령, 영주령을 나타낸 지도.

샤를 8세의 집권이 시작될 무렵, 루이 2세 도를레앙은 섭정권을 장악하려 했지만 투르의 삼부회(1484년 1월 15일-3월 11일)가 이를 거절하였다. 4월에 루이는 프랑수아 2세와 합류하기 위해 브르타뉴로 떠났다. 그는 또한 프랑수아의 후계자인 안 드 브르타뉴와 혼인할 수 있게 교황에게 자신의 혼인을 무효화 해달라고 요청하였다. 11월 23일 그는 안과의 혼인을 예상한 조약을 체결하였다. 왕궁으로 돌아가 왕을 그의 보호권으로 데려가려고 하였으나 안 드 프랑스가 무력을 동원해 이를 저지해냈다. 그는 왕실 경호원이던 일부 영주들의 자격을 정지시키고 오를레앙 공작을 기엔에 감금시켰다.
1485년 1월 17일 기엔에서 탈출하기 위해 루이는 파리에 연락을 하였으나 실패했다. 그는 2월 3일 알랑송에서 탈출할 수 있었고 3월 12일에 공식 사과를 하였다. 왕실 군대는 그가 브르타뉴로 가는걸 막고자 에브뢰에 배치되었으며, 그는 오를레앙에 갇히게 되었다. 동시에 성난 브르타뉴 귀족들은 왕실 군대에게 돌아가라는 명령을 받았다.
8월 30일, 루이는 섭정에 반대하는 성명서를 발표하였다. 왕실 군대는 오를레앙으로 파견됐고, 루이는 보장시로 달아났으며 9월에 젊은 시절의 루이 2세 드 라 트레무아유에게 쫓겨났다. 8월 9일 브르타뉴 공작 프랑수아 2세는 강화 조약에 동의했다. 그 강화 조약은 1년간 유지되며, 부르주 조약으로도 알려져있고, 1485년 11월 2일에 서명되었다.

## 교전 재개

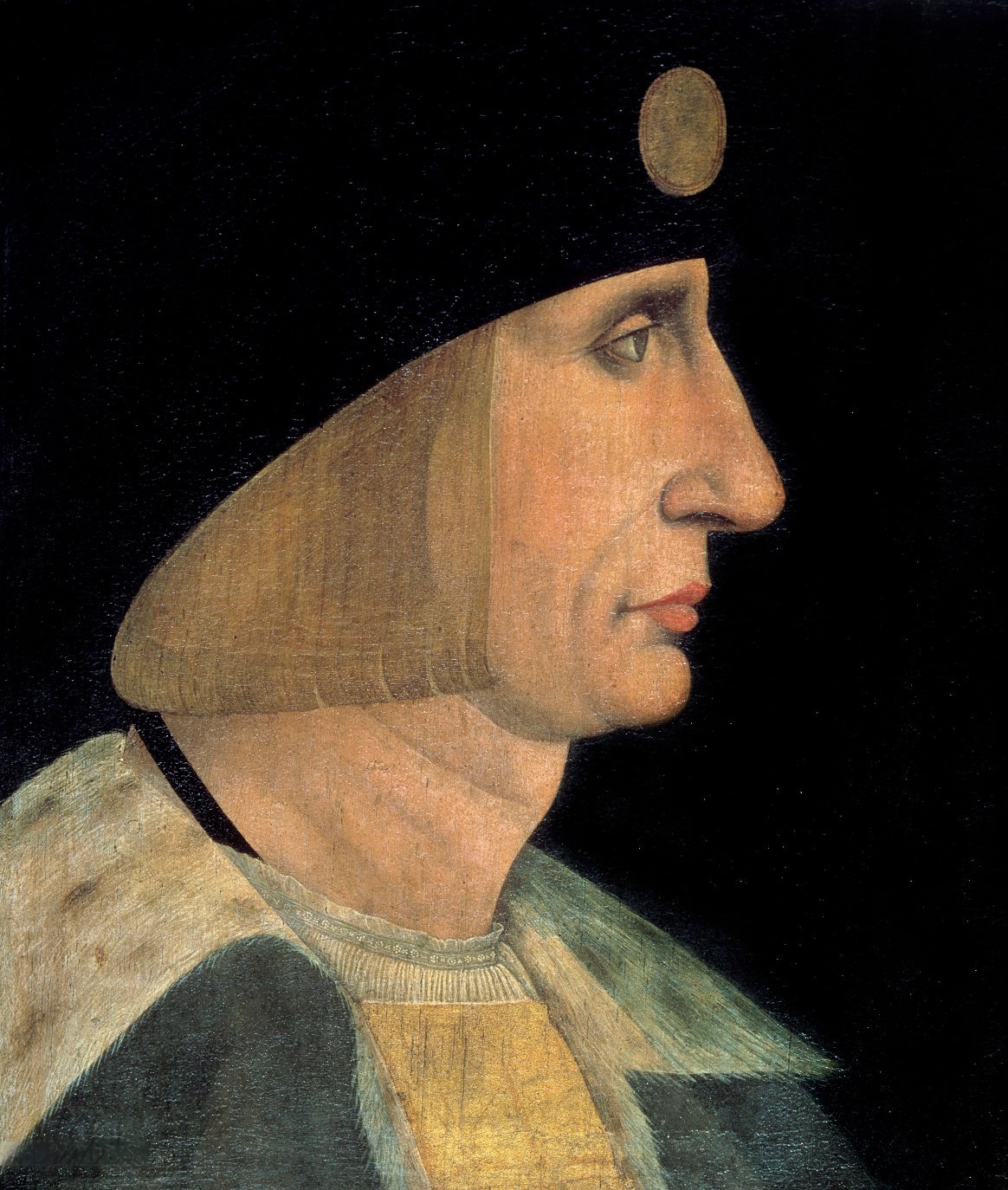
루이 2세 도를레앙

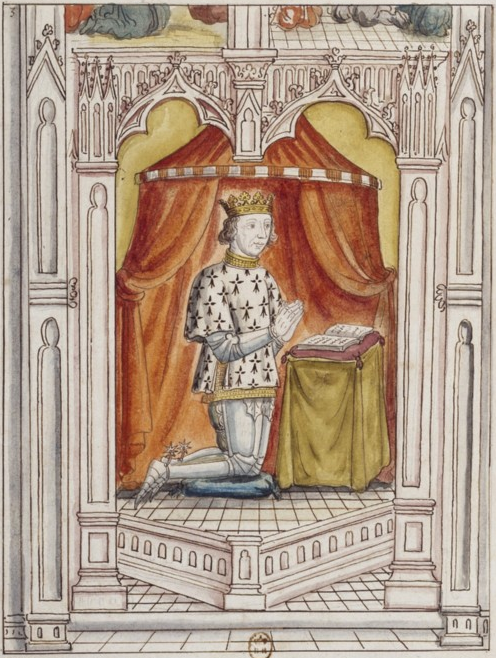
프랑수아 2세 드 브르타뉴

강화 조약이 끝나면서, 반란이 다시 발발하였다. 1486년 6월 오스트리아의 막시밀리안 1세는 프랑스 북부를 침공했지만 격퇴당했고, 11월 반란 세력인 프랑수아 드 뒤누아(François de Dunois)는 파르트네 성을 포위하였다. 1487년 1월 11일, 오를레앙 공작 루이가 블루아 성에서 탈출하였고, 왕실의 궁수들이 그를 쫓자, 다시 한번 브르타뉴로 도주하였다. 2월이 시작될 때 투르를 떠난 왕실 군대는 남서쪽에서 공격을 시작하였다. 3월 7일 보르도에서 기옌의 총독이였던 오데 데디(Odet d’Aydie)가 폐위당하고 피에르 드 보주(Pierre de Beaujeu)로 대체되었다. 왕실 군대가 기옌의 반란군을 진압시키자 앙굴렘 백작 샤를도 1487년 3월 19일에 항복하고 말았다. 왕실 군대는 15일에 보르도를 떠나, 30일에 파르트네를 되찾았으며, 뒤누아는 낭트에서 오를레앙 공작과 합류하려고 하였다. 왕실 군대는 브르타뉴로 진격하였다. 샤토브리앙 조약에서, 브르타뉴 귀족의 대부분은 왕과 협상을 하였다. 왕실 군대도 두 명의 반란자들(뒤누아와 오를레앙 공작)이 사로잡히면 공작이 군대에 의해 위협받지 않을 것을 동의했다.
한편 북쪽에서 에케르드 육군 원수가 신성 로마 제국의 황제가 되기 앞서 로마인의 왕으로 선출된 막시밀리안 1세를 몰아내는데 성공하였다. 남쪽에서는 캉달(Candale) 영주가 농트롱 전투에서 반란군을 이끌던 알랭 달브레를 격퇴시켜냈다. 달브레는 북쪽의 반란군과 합류하려했기에 포로들을 포기하였다. 브르타뉴에서는 로앙(Rohan) 자작이 이끈 친왕실 세력이 공국의 북쪽을 장악해냈고 플뢰르멜을 차지하였다.
1487년 4월 브르타뉴 군대(귀족들과 시민군)를 동원하려던 프랑수아의 시도는 넓게 퍼진 그의 정부의 부패로 인해 실패하고 만다. 동시에 왕실 군대는 브르타뉴로 나아갔고, 순조롭게 샤토브리앙(Châteaubriant), 비트레(Vitré), 앙세니(Ancenis), 클리송(Clisson)을 점령했다. 낭트를 포위했지만 브르타뉴의 콘월 동맹군과 용병들의 도움으로 포위를 풀어냈다. 이와 동시에 노르만 사략선들이 영국이나 다른곳으로부터 친브르타뉴 세력들이 진입하는걸 막기 위해 브르타뉴의 해안을 봉쇄했다.
1488년 1월 20일, 오를레앙 공작과 브르타뉴 공작은 파리 고등법원에서 반란자들로 선포되었다. 그들과 그들의 추종자들은 더 이상 봉신으로 여겨지지 않았고 추가로 불경죄의 죄목까지 얻었다. 봄에 오를레앙 공작은 그의 동맹 세력을 위한 투쟁을 재개했고 반느, 오레, 푀르멜을 점령하면서 로앙 자작을 항복시켰다.
1488년 4월 24일, 오를레앙 공작의 재산을 모두 압류하라는 명령이 선포되었다. 한편 알랭 달브레는 스페인 왕실에게서 보조금을 지원받아 5,000명의 병력을 이끌고 브르타뉴 공작에 합류했다. 오스트리아의 막시밀리안 1세도 1,500명의 병력을 보냈으며, 잉글랜드인 지도자인 스케일스 자작도 추가 병력을 이끌고 브르타뉴에 상륙했다. 브르타뉴 동맹군이 합류했음에도 여전히 수적열세였다. 에케르드 육군 원수가 지원을 한 플랑드르 반란으로 막시밀리안 1세가 다른 곳으로 눈을 돌리면서 이는 더욱 악화되었다. 브르타뉴 공작을 지지한 여러 영주들도 안 드 브르타뉴의 선택(신랑 후보로 오를레앙 공작 루이 2세, 알랭 달브레, 막시밀리안 1세)을 기다리며 분쟁중이였다.
프랑스 왕실군 사령관 루이 2세 드 라 트레무아이유는 공격 준비를 위해 브르타뉴 공국 국경에서 군대를 모았다. 7월 12일 왕실 군대는 푸제르를 점령하고 그후 디낭까지 함락시켰다. 1488년 7월 28일, 브르타뉴와 프랑스의 주력군들이 생토뱅뒤코르미에 전투에서 격돌했다. 장 4세 드 리외가 이끈 브르타뉴군은 프랑스군에게 대패를 당하였다. 이 패배로 전쟁이 종결되었다. 오를레앙 공작은 붙잡혔고 프랑수아 2세는 가혹한 조약을 체결해야만 했다.

## 조약과 여파
1488년 8월 20일, "라베르제 조약" 또는 "오르샤르 조약"이라고도 알려진 사블레 조약이 프랑수아 2세 드 브르타뉴와 샤를 8세 사이에 체결됐다. 프랑수아 2세는 프랑스 왕의 봉신임을 인정하며, 공국에서 외국군들을 철수시킬 것과 불러들이지 않을 약속하며, 프랑스가 정복한 브르타뉴를 자신들의 통제하에 두기로 약속했다. 샤를도 프랑수아가 약속한 영토의 수비대를 제외한 모든 병력을 브르타뉴에서 철수시켰다. 이 조약의 가장 흥미로운 점으로는 프랑수아 2세의 딸들의 혼인에 프랑스의 군주의 동의가 필요해졌다는 것이였다. 데디, 뒤누아, 많은 전투원들의 사면도 이뤄졌다. 오를레앙 공작은 요새에 투옥되었지만 샤를 8세가 통치 3년 차에 그를 사면하였다.
프랑수아 2세는 그의 딸 안을 브르타뉴의 주권을 안정시키기 위한 의도(희망을 갖고)로서 오스트리아의 막시밀리안 1세와 혼인시키고자 했다. 1488년 9월 9일에 프랑수아 2세가 사망하자, 안은 그 다음 해 1월 여공작으로서 즉위하였다. 프랑수아의 충신 세력들은 1490년 12월 9일 대리 결혼으로서 안과 막시밀리안 1세의 연합을 추진하였다. 안타깝게도 이 혼인은 프랑스의 군주가 허가하지 않았기에 사블레 조약의 위반이였고, 또한 프랑스의 적들에게 브르타뉴의 통치를 맡기는 꼴이여서, 프랑스는 브르타뉴에 전쟁을 재개하였다. 1491년 봄 프랑스의 사령관 트레무아유가 새로운 승전보를 가져왔고, 샤를 8세도 렌스에 포위를 가하였다. 막시밀리안은 그의 신부를 돕는데 실패했고 렌스는 함락됐다. 안은 샤를과 약혼을 하게 됐고 랑제에서 혼인을 하기 위해 떠났다. 오스트리아가 외교적 항의를 벌였지만, 안은 1491년 12월 6일 샤를 8세와 혼인하였다. 이 혼인은 이후 1492년 2월 15일 교황 인노첸시오 8세가 승인하였다.